# ATPase
ATPases zijn een groep van enzymen die zich in het membraan van cellen bevinden en die kunnen werken als ionenpomp, dat wil zeggen dat ze ionen tegen hun elektrochemische gradiënt in de cel in of uit kunnen transporteren en zo een concentratiegradiënt opbouwen. Dit proces kost energie, die ATPases verkrijgen door hydrolyse van het energierijke ATP tot ADP. Wanneer de elektrochemische gradiënt te groot wordt, of de ATP concentratie te laag, kan een ATPase ook andersom werken en daarbij uit ADP en fosfaat ATP synthetiseren. ATPases verschillen van ionkanalen, die geen ATP in ADP omzetten of omgekeerd, en meer vergelijkbaar zijn met een kraan dan met een pomp. ATPases zijn grote eiwitcomplexen, die bestaan uit verschillende subunits.
Er kunnen verschillende typen ATPases worden onderscheiden:

## P-type ATPases

Na^{+} K^{+}-ATPase

P-type ATPases verbruiken ATP om ionen te pompen. Belangrijkste subtypes:
- Na+K+-ATPases wisselen natriumionen uit voor kaliumionen. Daardoor ontstaat er een lage Na+-concentratie en een hoge K+-concentratie binnen de cel. Op deze wijze wordt de membraanpotentiaal gecreëerd.
- H+K+-ATPases zitten in de zuur-afscheidende cellen van zoogdieren. Zij zorgen voor de lage zuurgraad in de maag.
- Ca2+-ATPases zorgen voor een lage intracellulaire calciumconcentratie. Voorbeelden zijn SERCA, in het sarcoplasmatisch reticulum van spiercellen, en de sarcolemmale calciumpomp.

## F-type ATPases
F-type ATPases spelen een zeer centrale rol in de energiehuishouding van bijna alle organismen. Zij zorgen voor de aanmaak van ATP uit ADP en anorganisch fosfaat (Pi). Dit doen zij aan de hand van een protonengradiënt. F-type ATPases bestaan uit twee delen: F0 en F1. F0 is een roterend gedeelte dat verankerd is in een membraan, F1 is het gedeelte waarin ATP wordt gesynthetiseerd. Bij eukaryoten komt het F-type ATPase voor in de binnenste membraan van de mitochondriën, bij de hogere planten komt het daarnaast ook nog voor in de thylakoïde-membraan. In prokaryoten zit dit enzym in de plasmamembraan.

## Andere typen ATPases
De V-type ATPases werken precies andersom als de F-type ATPases. De V-type ATPases gebruiken ATP om protonen te pompen naar een compartiment met een hoge zuurgraad (waar dus al een protonenoverschot is). De werking van deze ATPases kan dus enigszins vergeleken worden met de werking van een gemaal. Dit type komt vooral voor in de membraan vacuoles, lysosomen en andere compartimenten met een lage pH.
De ABC-type ATPases omvatten onder andere deze ongenaamde multidrug transporters, die ervoor zorgen dat geneesmiddelen uit kankercellen worden gepompt, en de flippasen.